# Delingsfører
 Denne artikel omhandler overvejende eller alene danske forhold. Hjælp gerne med at gøre artiklen mere almen.
En delingsfører (DF) har i det danske Forsvar oftest rang af sekondløjtnant, løjtnant eller premierløjtnant. Personen har kommando over en deling, der typisk vil bestå af 20-50 menige. Under sig vil han have flere befalingsmænd (sergenter eller oversergenter), heriblandt en næstkommanderende (NK-deling) for delingen, evt. 1-2 sektionsførere (SF), og 2-4 gruppeførere (GF).
Uddannelsen til delingsfører finder enten sted via linjeofficersuddannelsen på Hærens Officersskole på Frederiksberg Slot, eller via reserveofficersuddannelsen på løjtnantskolen i Slagelse.
Langt de fleste officerer i Hæren vil gennemføre en periode som delingsfører. Fortsætter man karrieren inden for Forsvaret, vil næste trin ofte være en periode som næstkommanderende for et kompagni, NK-kompagni.
| Militær | Spire Denne artikel om militær er en spire som bør udbygges. Du er velkommen til at hjælpe Wikipedia ved at udvide den. |